# Kiba
Kiba (jap. 牙-KIBA-; dosłownie „kieł”) – anime fantasy stworzone przez Madhouse Production. Reżyserem serii jest Hiroshi Kojina z Upper Deck Japan, zaś firma ta jest głównym sponsorem serialu. Anime jest obecnie emitowane tylko w Japonii.

## Fabuła, opis miejsc i postaci
Akcja, tej anime rozgrywa się w kilku krainach fantasy, między którymi można się przemieszczać portalami czasoprzestrzennymi. W owych krainach oprócz zwykłych zjadaczy chleba, żyją Shard Casterzy. Shard Caster jest wojownikiem, który może używać do walki tak zwanych Spiritów. Dzięki Shardom wojownicy zyskują nadnaturalne moce, dzięki którym mogą niszczyć jak i leczyć. Spirity to istoty duchowe przywoływane przez portale. Głównym bohaterem jest Zedd, piętnastoletni chłopak pochodzący z miasta o nazwie Calm.
Calm – miasto to, jest typowym przykładem totalitarnego państwa przyszłości, kontrolowanego przez władzę. Wprowadzono godziny policyjne, a społeczeństwo ograniczone jest przez szereg praw i zakazów. Miasto otoczone jest szczelną powłoką, do czego przyczyniły się zanieczyszczenia. Promienie słońca nie docierają do ziemi, a wiatr nie wieje, przez co zawsze panuje noc, a nieruchome powietrze dusi. Ludzie w tym mieście nie mają pojęcia o istnieniu Shard Caster oraz Spiritów.
Zedd jest samotny, chciałby poczuć wiatr na twarzy i oddychać świeżym powietrzem. Pomimo zakazów ustanowionych przez władze, robi wszystko by poczuć się wolnym. Jego jedynym przyjacielem jest Noa, śmiertelnie chory chłopak, któremu pozostało, najwyżej pół roku życia. Jest słaby, a w poruszaniu się pomaga mu przytwierdzony na stałe do ciała metalowy kościec. Zawsze jednak, chociaż to ukrywa, pragnął być taki jak Zedd i doścignąć go. Matka Zedda leży w szpitalu psychiatrycznym, jedyną rzeczą jaką robi, jest patrzenie się na akwarium, w którym pływa meduza, a lekarze nie rokują szans na jej wyzdrowienie.
Akcja zaczyna się rozwijać w piętnaste urodziny Zedda, kiedy to Noa w prezencie daje mu amulet z białych, orlich piór. Chłopak przytracza amulet do pasa i udaje się w odwiedziny do matki. Ta nieoczekiwanie zmienia obiekt zainteresowania i dotykając białych piór, wymawia słowa Amil Gaoul. Chłopak, rozmawia z lekarzami i wychodzi na zewnątrz. Tam napada na niego człowiek, twierdząc, że musi go zniszczyć zanim ten stanie się Shard Casterem. Z pomocą Zeddowi przychodzi matka, lecz po stoczonej walce, bez słowa wyjaśnienia ucieka. Zedd usiłuje wydostać się z miasta i próbuje zniszczyć wrota wejściowe. Zostaje złapany przez policję i oskarżony o niszczenie mienia a następnie skazany. W czasie transportowania do akcji włącza się Noa, doprowadzając do wypadku transportera, umożliwiając tym samym ucieczkę Zeddowi, samemu przy tym niemalże ginąc. Zedd ucieka. Zostaje jednak namierzony. Kiedy w ślepym zaułku zostaje otoczony przez policję, a sytuacja staje się nieciekawa, następuje diametralny zwrot akcji. Na oczach policjantów, przed Zeddem otwiera się portal, a jego własnym oczom ukazuje się, jak on sam sądzi, anioł. Chłopiec, nie widząc wyjścia z sytuacji, podążając za aniołem, wbiega do portalu a tenże zamyka się za nim. Kiedy otwiera oczy, widzi że znalazł się w samym środku walki olbrzymich potworów. Ląduje w mieście o nazwie Tempura. Spotyka tutaj Royę oraz mistrza Jiko, jak się potem okazuje, Shard Casterów. Już w Calm, Zedd wyczuwał pod skórą na ręce coś dziwnego. Z czasem, tak samo jak na ciałach innych Shard Caster, na ręce Zedda, spod skóry wyłaniają się miejsca, w których umieszcza się Shardy.
Tempura (Templer) – jest miastem ładu i porządku, spokojnym, cichym, a ludzie w nim żyjący są przyjaźni i życzliwi. Jest miastem reprezentującym harmonię i humanitaryzm, a co najważniejsze, widać niebieskie niebo, zieloną trawę i wieje wiatr.
Zedd zostaje oddany pod opiekę Shard Championa, Dumasa Schuramux. Dumas uważa, że do prawdziwej siły można dojść jedynie ciężką pracą. Pod opieką Dumasa jest już jeden Shard Caster o imieniu Mikki. Mikki jest przyjacielskim, wesołym, nieco gapowatym chłopcem. Mikki i Roya zaprzyjaźniają się z Zeddem, i spędzają razem dużo czasu. Zedd dowiaduje się wiele o shardach, Shard Caster jak i o samych Spiritach. Pewnego dnia, gdy życie Zedda jest zagrożone, pojawia się jego własny Spirit, Amil Gaoul (ten sam, który przeprowadził go przez portal) i ratuje go. Shard Casterzy z Tempury są zafascynowani siłą Spirita. Poznaje szlachcica, burżuja, Shard Caster o imieniu Robes. Robes Redondo wydaje przyjęcie na które zaprasza również i Zedda. Oświadcza, że to on powinien być Shard Championem, ale nigdy nie chciało mu się brać udziału w turnieju. Oznaczało to, że jest zaciekłym wrogiem Dumasa.
Każdy Spirit wykonuje polecenia właściciela. Zedd nie może zrozumieć dlaczego jego Spirit, jak się potem dowiaduje o imieniu Amil Gaoul, tego nie robi. Próbuje się tego dowiedzieć od mistrza Jiko, lecz ten mówi mu, że dowie się w swoim czasie, a na razie powinien trenować pod okiem Dumasa. W tym samym mniej więcej czasie, do świata Shard Caster z pomocą tajemnych zaklęć, do krainy o nazwie Neotopia, zostaje sprowadzony Noa, a zły generał Hugh podstępem przejmuje władzę, w kraju o nazwie Jimoto, rządzonym przez monarchę Bakkama. Hugh zabija władcę, przy pomocy jego własnej córki Rebekki, lecz król przed śmiercią zapieczętował w córce swojego Spirita, którego Hugh, także chciał posiąść.
Neotopia – państwo, rządzone przez niezawisłe zasady, zwane ostatecznymi, mającymi na celu utrzymanie porządku za wszelką cenę. Złamanie lub podważanie słuszności owych zasad, jest ciosem wymierzonym w mieszkańców i same zasady. Ten kto to zrobi zostaje skazany i bezzwłocznie stracony.
Noa poznaje Keitha i Dianę, rodzeństwo które staje się jego przyjaciółmi. A zważywszy na fakt, że nie ma gdzie się podziać, zostaje przygarnięty przez dwoje staruszków, których syn o imieniu Gale został powołany do wojska. Keith i Diana wspominają Galego jako dobrego przyjaciela i kompana zabaw. Pewnego dnia, Gale wraca jako żołnierz Neotopii i zwolennik ostatecznych reguł, nie jest już jednak tym samym człowiekiem, którym był. Jedną z ostatecznych zasad jest powiadomienie o nieznajomym człowieku, który pojawił się w Neotopii. Gale skazuje swoich rodziców za złamanie tej reguły, kiedy jego ojciec bierze całą winę na siebie, zostaje stracony tylko on. Noa nie rozumie zasad którymi kieruje się Gale. Keith staje się przywódcą buntowników, pragnących opuścić miasto. Dochodzi do walki, w której Keith i Gale zabijają się nawzajem, a ciężko ranna Diana próbująca ich rozdzielić leży obok nich. Wtedy w Noa, wybuchają siły których nie potrafi pojąc. Cała okolica staje w płomieniach. Ostatkiem sił, Diana otwiera portal, przenosząc Noa w bezpieczne miejsce, po czym umiera. Jak się wkrótce okazuje, Noa znalazł się w Task.
Task (Tusk) – jest krainą, rządzoną przez ludzi w maskach, a zamieszkaną przez człekokształtne bestie.
Budzi się w namiocie a jego rany opatruje urocza dziewczynka o imieniu Sagiri. W kącie leży zdobiona skrzynia, którą widział we śnie a ta mówiła coś do niego, lecz nie rozumiał co. Zaprzyjaźnia się z dziewczynką, lecz jak mu powiedziano, dla jej bezpieczeństwa musi odejść. Chce to zrobić w jej urodziny. Kiedy już ma odejść, postanawia sprawdzić, co skrywa skrzynia, która woła go we śnie. Gdy podchodzi, skrzynia zaczyna promieniować i wydawać dźwięki. Nagle, zamienia się w sharda i pojawia się spirit, Sachira. Sachira uwalnia jakąś niezrozumiałą moc i wszyscy oprócz Noa i Sagiri giną. Zbłąkany i zagubiony Noa, zostaje sprowadzony do pałacu władcy Neotopii, wielkiego Hairama, zabierając osieroconą Sagiri ze sobą. Przeprowadza się na nim subtelne, aczkolwiek sugestywne pranie mózgu. Zostaje owładnięty i staje się zwolennikiem ostatecznych zasad. Poznaje Kirę, Shard Caster również wierną zasadom.
W Tempurze, dni upływały w spokoju, do momentu, w którym Dumas zdradza Tempurę, umożliwiając najazd Jimoto na nią. Rebbeca ucieka z Jimoto i chroni się w Tempurze. Jimoto najeżdza Tempurę. Robes walczy ze zdrajcą Dumasem i wygrywa. Jednakoż, kiedy szala zwycięstwa przechyla się na stronę Jimoto a sam Zedd staje się zagrożony, pojawia się Amil Gaoul. Niszczy wszystkich najeźdźców. Rebbeca widzi Amil Gaoula, dziwiąc się co on tutaj robi. Postanawia odszukać jego właściciela. Tak trafia do Zedda. Prosi go by użyczył jej swojej siły i pomógł obalić Hugh. Po wielu namowach Zedd, się zgadza. Ruszają do Jimoto.
Jimoto (Zymot) – Państwo w którym rządy sprawował monarcha, król Bakkam. Teraz, kraj rządzony siłą pięści przez uzurpatora Hugh. U boku Hugh stoją Elmeida i Graujio, najsilniejsi wojownicy w państwie.
W Jimoto, Zedd zabija Graujio, lecz i on i Rebekka zostają pojmani. Trafiają do koloseum – miejsca, w którym trzeba wygrywać w organizowanych przez zarządcę walkach, by móc żyć. Tam Zedd poznaje Guzmana, człowieka pochodzącego z kraju o nazwie Karbufu. Musi z nim walczyć. Wygrywa, lecz oszczędza mu życie. Zwolennicy króla Bakkama i księżniczki Rebekki, odbijają ich z koloseum. Poznajemy Eldę i Philipa. Elda, podąża wszędzie za Rebekką chroniąc ją. Philip, knuje plan jak przypodobać się Jimoto i Hugh. Zedd wraca do Tempury. Philip, przedstawia Rebece plan, w którym to zyskają przychylność Jimoto, a mianowicie Rebekka ma wyjść za Hugh. Rebekka przystaje na ten plan, pomimo niechęci i niewiedzy spisku Philipa. Udaje się do Jimoto, tam jednak okazuje się, że ma wyjść nie za Hugh, ale za Dumasa, który z Tempury ucieka do Jimoto. Rebekka nie zgadza się. Zostaje uwięziona i zmuszana do ślubu.
Zedd rusza na pomoc poproszony przez Eldę. Za nim zostaje wysłana grupa ratunkowa w postaci Robesa i Royi. Zedd tłumaczy Eldzie, że Amil Gaoul nie słucha się go. Elda proponuje mu dodatkową moc, dzięki której stanie się silniejszy i nauczy się panować nad Amil Gaoulem. Trafiają do pradawnej groty, gdzie zginęło już wielu Shard Caster, próbujących zdobyć ową siłę. Zedd, walczy z jaszczurem, który jak sądził jest strażnikiem. Wkrótce okazuje się, że jaszczur chce siłę dla siebie. Pojawia się staruszek, strażnik siły, więziony przez jaszczura. Pyta Zedda, dlaczego chce ją posiąść. Zedd wyjaśnia, że chce być silniejszym. Kiedy przestaje walczyć i mówi, że jest mu to obojętne, dostaje ją. Okazuje się, że dostał Spirita – Rambosa. Robes i Roya zostają uwięzieni w Jimoto. Z pomocą Royi przychodzi, Ginga. Ginga, pochodzi z Ulbacus.
Ulbacus – uciekinierzy z Neotopii, zmuszeni do osiedlenia się w miejscu niezdatnym do życia, stworzyli sztuczny świat techniki. Mieszkańcy, chociaż nie byli Shard Casterami, wykorzystują moc maszyn do kontrolowania Spiritów.
Robes zostaje by walczyć z odwiecznym wrogiem Dumasem, po czym wraca do Tempury. Hugh, odpieczętowuje Spirita z ciała Rebekki, po czym puszcza ją wolno. Phillip pewny swego pojawia się w Jimoto i zostaje zabity przez Elmeidę. Rebekka wraz z Eldą chronią się w Karbufu.
Karbufu – Kiedyś było wielkim państwem. teraz jego tereny zostały przejęte przez Jimoto. Pozostałe, małe terytorium, jest dowodem na to jak pięknym miejscem było kiedyś.
Za nimi podąża Hugh. Jimoto atakuje mieszkańców Karbufu. Ci budzą uśpionego Spirita. Hugh wzywa Spirita odpieczętowanego z ciała Rebekki. Obudzone i odpieczętowane Spirity łączą się ze sobą. Powstaje kluczowy Spirit, Pronimo.
W Neotopii odbywa się turniej Shard Caster, mający na celu wyłonienie Shard Championa. Zedd, Robes, Roya i Mikki zgłaszają się do turnieju. Zedd cieszy się z wizyty w Neotopii i możliwości spotkania starego przyjaciela, Noa. Szybko orientuje się, że to już nie jest ten sam Noa. Noa teraz chce go pokonać. Mikki przegrywa. Roya zaprzyjaźnia się z Sagiri. Kiedy Zedd leży ranny, do jego pokoju zakrada się Hugh i kradnie Amil Gaoula. Zedd dochodzi do finału walcząc tylko Rambosem. Hugh próbuje użyć Amil Gaoula podczas turnieju, lecz zostaje przez niego odrzucony.
W Tempurze Zedd dowiaduje się, że jest 6 kluczowych spiritów – Amil Gaoul, Pronimo, Sachira, Menardi, Jumamis i Shadin. Legenda mówi, że kiedy się połączą obudzi się Tasker, a świat ulegnie zniszczeniu. Kluczowe Spirity mają się połączyć tylko w wybrańcu.
Sagiri widząc co dzieje się z Noa, ucieka do Tempury. Pojawia się matka Zedda. Próbuje odebrać mu Amil Gaoula, który stał się jej obsesją. Mistrz Jiko opowiada Zeddowi historię. Okazuje się, że Amil Gaoul był uśpionym Spiritem Tempury. Kluczowe Spirity same wybierają sobie właścicieli. Pewnego dnia Amil Gaoul ukazał wizję, w której przedstawił matkę Zedda, Sarę. Została sprowadzona z Calm i przeszkolona na Shard Castera. Amil Gaoul odrzucił ją jednak, lecz ona chciała mieć go z powrotem. Okazało się, że Amil Gaoulowi chodziło o dziecko które Sara w sobie nosi, Zedda. Sara mówi, że jej jedyną miłością jest Amil Gaoul, że nigdy nie kochała Zedda. Zedd oddaje jej Amil Gaoula. Jiko informuje Sarę, że jeśli przyjmie do swojego ciała Amil Gaoula a ten ją odrzuci, to ona nie przeżyje tego. Ta, się właśnie dzieje, Sara umiera. Pojawiają się Seekersi. Okazuje się, że Sagiri jest księżniczką Seekersów i zabierają ją ze sobą.
Seekers – są pradawnym ludem o którym niewiele wiadomo. Okazuje się, że ojciec Zedda był jednym z nich.
Tusk i Jimoto planują spisek mający na celu zniszczenie Neotopii. Profesor Bender, twórca maszyn Ulbacus, dołącza do Hugh. Tusk i bestie atakują. Zedd dowiaduje się o swoim ojcu od Seekersów. Sagiri oddaje mu Shadina i prosi by odnalazł Noa, który pozostał w najechanej Neotopii. Herrick kradnie sztucznie stworzonego Spirita, przez Profesora Bendera. Uwalnia go, ale nie może kontrolować. Zedd, Hugh i Noa walczą ze Spiritem wspólnie. Amil Gaoul, uśpiony dotąd wewnętrznie, budzi się. Neotopia zostaje zniszczona, wszyscy giną, prócz Zedda.
Tasker odrodzić się może tylko w zbawicielu, wybrańcu. Neotopia myśli, że tym wybrańcem jest Noa, który posiadł Sachirę. Seekersi, że to Sagiri, która przyjęła do swojego ciała kluczowego spirita, Shadina. Task myśli, że to Mirette, która urodziła się z kluczowym spiritem, Jumamis.
Task, wierząc święcie, że Mirette jest zbawicielem, więzi ją od urodzenia, chroniąc przed światem zewnętrznym. Kiedy Mirette po raz pierwszy wychodzi na świat zewnętrzny, ratuje ją Lord Doruga. Okazuje się, że Lord Doruga to Noa. Posiada trzy kluczowe spirity, Sachirę, Menardi i Pronimo. Pojawia się Zedd, z przebudzonym Amil Gaoul. Wszystkie spirity łączą się w Mirette. Rodzi się Tasker, lecz się nie budzi. Trwa walka. Spirity łączą się w Lordzie Doruga czyli Noa. Znów rodzi się Tasker, ale budzi się tylko częściowo. Zedd przekonuje Noa, żeby porzucił swój plan zdobycia wszystkich spiritów. Noa budzi się. Staje się tym Noa, którego znał Zedd. Spirity łączą się w Zeddzie. Tasker się obudził. Pragnie stworzyć świat, tylko dla Spiritów. Światy zaczynają się łączyć i burzyć nawzajem. Zedd podświadomie przywołuje Amil Gaoula. Amil Gaoul zrywa barierę łączącą go z innymi kluczowymi spiritami, i wraz z Zedem niszczą Taskera. Wszystkie Spirity wyparowały, został tylko Amil Gaoul. Amil Gaoul spuszcza wzrok. Zed pragnie walki z Amil Gaoulem, który się nie broni – uśmiecha się. W endingu widzimy urywki z dalszego życia występujących, aczkolwiek jedynie pozostałych przy życiu postaci występujących w Kibie. Widzimy również, że Noa z Tempury puszcza papierowy samolot, który prawdopodobnie otrzymał Zed, będący wówczas na dachu budynku w Calm. Na koniec ukazany jest lot Zeda - chłopiec połączył się z Amil Gaoulem co symbolizować ma tak upragnioną przez chłopca wolność.

## Bohaterowie
Tempura
- Roya
- Jiko
- Robes Redondo
- Mikki
- Dumas Schuramux

Jimoto
- Rebecca
- Elda
- Philip

dyktatura Jimoto
- Hugh
- Elmeida
- Graujio

Neotopia
- Aisha
- Gale
- Keith
- Diana
- Kira
- Hairam

Tusk
- Mirette
- Gitra
- Jeem
- Morima
- Deucem
- Morocco
- Despara
- Cloud

Karbufu
- Guzman

Ulbakus
- Ginga
- Herrick
- Profesor Bender

Seekers
- Sagiri

Calm
- Zedd
- Noa
- Sara